# Église Saint-Martin de Semblancay

## Décoration
Grâce à plusieurs dons, les deux chapelles de l'église ont pu être embellies.

## Galerie de photos

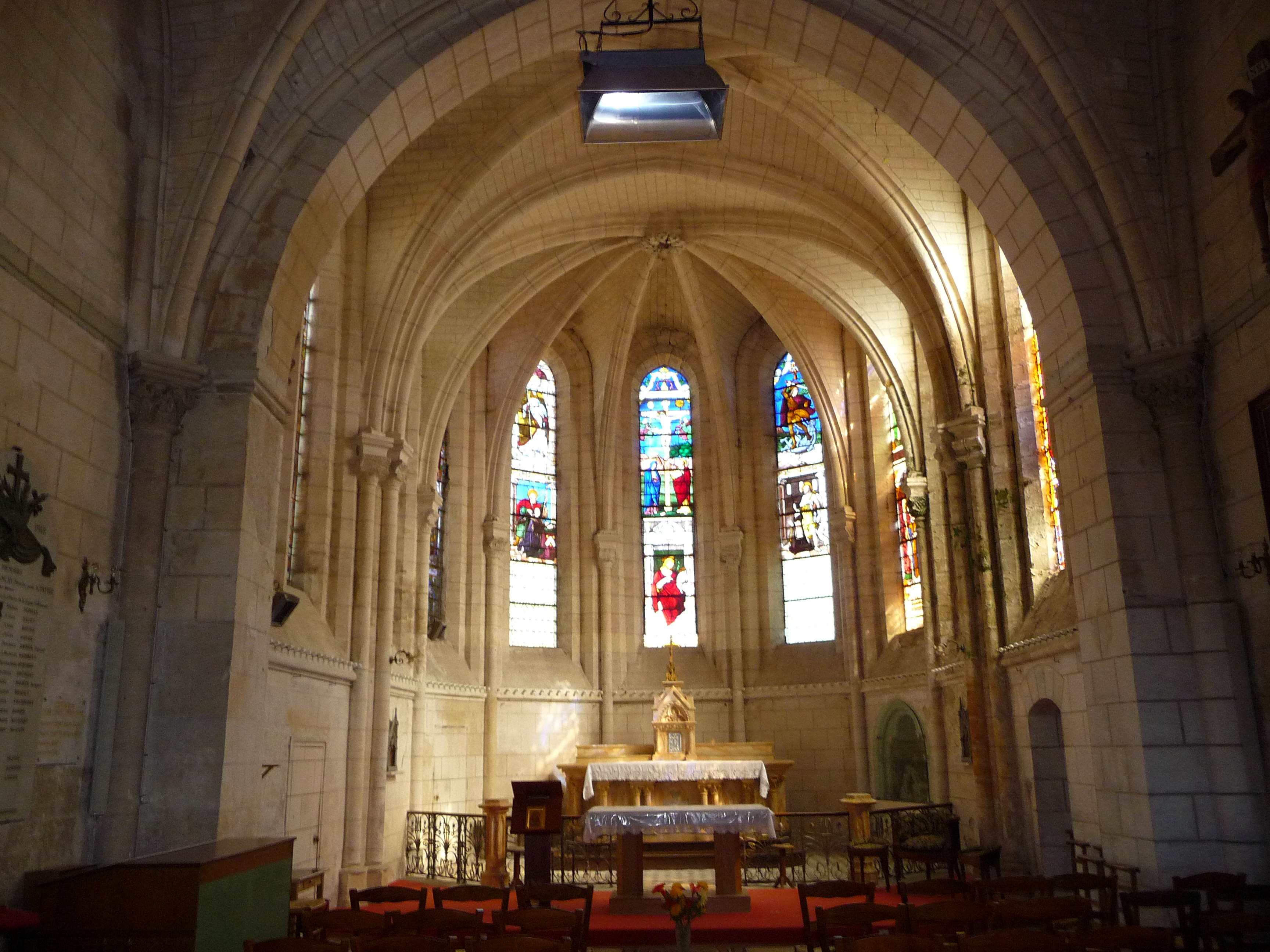
Chœur.
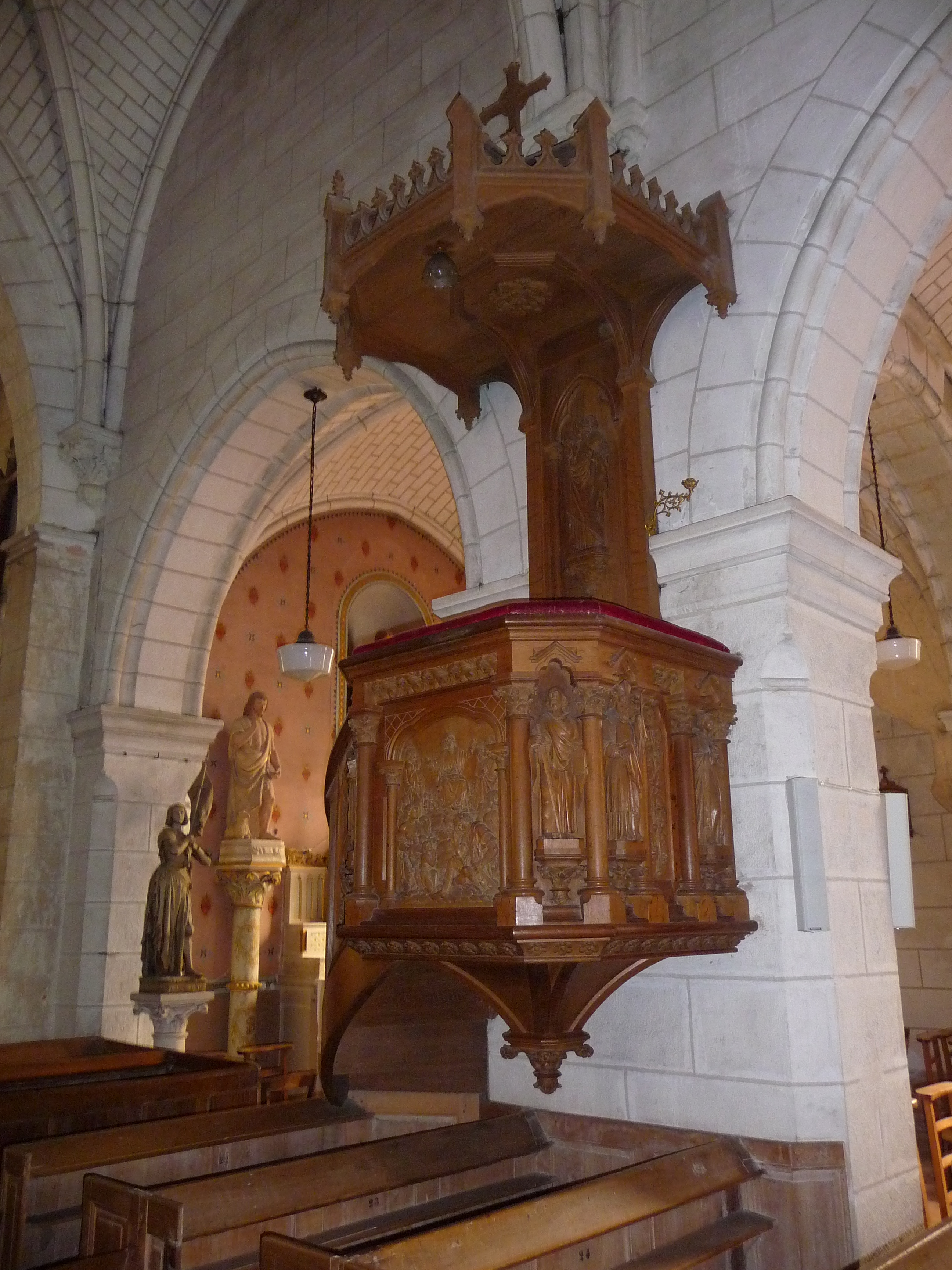
Chaire.
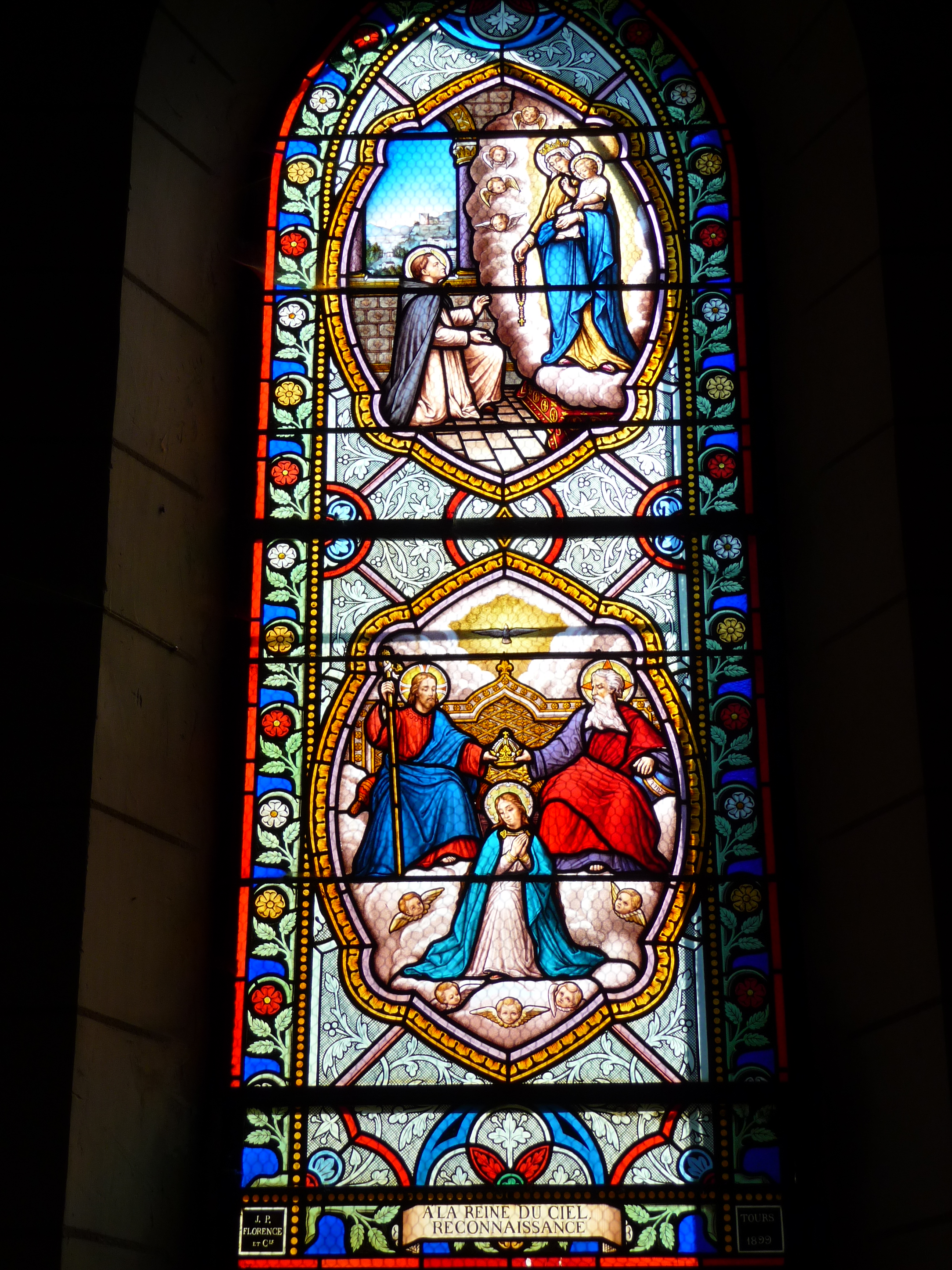
Vitrail "À la Dame du Ciel Reconnaissance".